# Residència de Jaipur

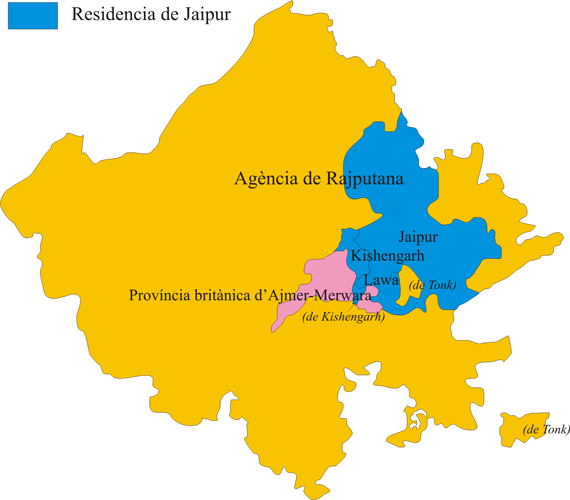
Residència de Jaipur

La residència de Jaipur fou una residència britània a l'Agència de Rajputana. La capital era Jaipur (ciutat).
La formaven els estats de Jaipur, Kishangarh i Lawa (aquest darrer tributari de Tonk).

## Geografia
La superfície era d'uns 42.600 km².
El territori era relativament pla però creuat per petites serralades i amb algunes muntanyes aïllades; vcap all centre de l'estat de Jaipur es trobava un altiplà elevat de forma triangular de fins a 500 metres d'altura; la base del triangle era una línia que anava de l'oest, des de la ciutat de Jaipur, fins prop de la frontera d'Alwar, i el vèrtex és una secció dels Aravalli, que va del llac Sambhar fins a Khetri, districte de l'extrem nord del principat, i arriba a 1069 metres a Raghunathgarh, formant la frontera natural entre el país arenós del Shekhawati i la fèrtil plana de Jaipur.
El riu principal és el Banas; els seus tributaris principals són el Dain, el Mashi, el Dhil, el Galwa, i el Morel; el Chambal forma el límit sud-est que separava l'estat de Jaipur de Kotah i de Gwalior; el Banganga, corria cap al sud-est i després cap a l'est. Altres rius són el Bandi (afluent del Mashi), el Dhund (afluent del Morel) i el Khari (també afluent del Morel). El riu Rupnagar que desaigua en el llac Sambhar, l'únic llac important.
El clima és sec i caluros. Al temps de calor els vents són molt forts al Shekhawati, i porten arena que després desapareix. Les nits són generalment agradables.

## Història
La residència es va crear el 1821. El resident britànic de Jaipur tenia la seu a la ciutat de Jaipur, a l'estat del mateix nom que era un dels estats principals de la Rajputana i exercia el control també sobre l'estat veí de Kishangarh. El 1867 se li va afegir Lawa que abans pertanyé a l'agència d'Haraoti-Tonk. Cap al final del segle XIX era resident el coronel W.F. Prideaux. Els residents vivien a un palau del sobirà (avui l'hotel Raj Mahal).